# IFABO
IFABO a fost un târg specializat în prezentarea produselor de tehnică de calcul, software, electronică, telecomunicații și birotică din România.
În anul 2000, târgul s-a aflat la cea de-a șaptea ediție, a găzduit standurile a 40 de companii din țară și din străinătate, reprezentând peste 250 de companii de pe mapamond.
A fost organizat la Palatul Parlamentului în perioada 3-6 octombrie 2000 și a fost vizitat pe perioada celor patru zile de 14.300 de vizitatori.
Târgul IFABO era organizat sub licența Messe Wien, IFABO Viena care era al doilea mare târg specializat în Tehnologia Informației.